# 水素陰イオン
水素陰イオン（すいそいんイオン、英: Hydrogen anion, H-）は、水素の陰イオン、つまり余分に電子を補足した水素原子である。太陽等の恒星の大気を構成する重要な成分の1つである。
化学においては、このイオンはヒドリドイオン（水素化物イオン）と呼ばれる。1つの陽子からなる原子核に2つの電子が電磁力で結合した構造を持つ。水素陰イオンの結合エネルギーは、追加の1つの電子が水素原子に結合するエネルギーに等しく、水素の電子親和力とも呼ばれ、0.754195(19) eVまたは0.0277161(62) hartreeと計算される。合計の基底状態エネルギーは、-14.359888 eVとなる。

## 生成
水素陰イオンは、太陽やそれより冷たい恒星の大気の可視光や近赤外波長での不透明度の原因の大部分を占めており、その重要性は、1930年代に初めて指摘された。イオンは、赤外から可視光のスペクトルに相当する0.75-4.0 eVの領域の光子を吸収する。これらの陰イオンの電子の大部分は、アルカリ金属やアルカリ土類金属を含む第一イオン化ポテンシャルが低い金属のイオン化に由来する。イオンから電子が放出される過程は、結果的にイオンではなく、中性原子と自由電子が残るため、光イオン化というよりは、正確には光脱離反応と呼ぶべきものである。
地球の電離層や粒子加速器においても生成する。
その存在は、1929年にハンス・ベーテにより、初めて理論的に証明された(Bethe 1929)。珍しく束縛された励起状態を持たないことから、最終的に実在が証明されたのは、1977年になってからだった(Hill 1977)。粒子加速器を用いて、実験的な研究が行われる(Bryant 1977)。
化学的には、酸化状態-1を持つ水素をヒドリドイオン (水素化物イオン、Hydride ion) と呼ぶ。
ヒドリドという用語は、おそらく最も一般的には、水素が-1の酸化状態を取る水素と他の元素との化合物を指す。そのような化合物の大部分は、水素とその隣の元素は、共有結合で結びつく。一例は、ホウ化水素アニオン（BH4−）である。